# Rajgarh (Staat)
Rajgarh (Hindi: राजगढ़ रियासत) war einer der Fürstenstaaten der Central India Agency von Britisch-Indien im heutigen Bundesstaat Madhya Pradesh.
Hauptstadt war Rajgarh. Aus dem Vorgängerstaat Umatwara, dessen Rajputen-Fürst seit 1448 den Titel Rawat trug, entstanden 1681 durch Erbteilung die Fürstentümer Rajgarh und Narsinghgarh. Im Verlauf der Marathenkriege kam Rajgarh unter die Oberhoheit des Sindhia von Gwalior. Rajgarh war 1818–1947 britisches Protektorat und hatte 1901 eine Fläche von 2492 km² und 88.000 Einwohner. Rawat Balbhadra Singh (1882–1902) wurde 1886 zum Raja erhoben.
Rajgarh vollzog am 15. Juni 1948 den Anschluss an Indien und trat am 16. Juni der Fürstenunion Madhya Bharat bei. Am 1. November 1956 wurden alle Fürstenstaaten der Union aufgelöst und dem Bundesstaat Madhya Pradesh einverleibt.